# 小行星2630
小行星2630（2630 Hermod）是一颗围绕太阳公转的小行星。1980年10月14日，上普羅旺斯天文台在上普罗旺斯发现了此天体。
該小行星以北歐神話的神祇赫爾莫德命名。
这颗小行星的绝对星等为24.28188等。